# بيبا بيدروش
بيبا بيدروش (بالإسبانية: Pepa Pedroche) هي ممثلة إسبانية، ولدت في 18 أغسطس 1967 في مدريد في إسبانيا.

## روابط خارجية
- Pepa Pedroche على موقع IMDb (الإنجليزية)
- Pepa Pedroche على موقع قاعدة بيانات الفيلم (الإنجليزية)

لا توجد روابط لمواقع التواصل الاجتماعي.